# Hermon (Maine)
Hermon è un comune degli Stati Uniti d'America, situato nello Stato del Maine, nella contea di Penobscot.